# RSL
RSL или Object RSL (аббр. от англ. R-Style Language) — объектно-ориентированный, предметно-ориентированный, интерпретируемый, проприетарный язык программирования, разработанный компанией R-Style Softlab для использования в своих программных продуктах.
Среда разработки под названием «Оболочка RSL» включает в себя:
- текстовый редактор с двумя вариантами подсветки синтаксиса[2]
- отладчик
- интерпретатор / прекомпилятор
- редактор консольных диалоговых окон
- редактор структур БД Pervasive PSQL
- редактор графических отчётов Visual RSL
- SDK для создания подключаемых модулей на языке C DLM SDK

RSL также называют макроязыком, а программы на нём — макросами. Инструменты для создания и отладки программ на RSL доступны для свободного скачивания на сайте разработчика, однако такие макросы не должны содержать вызовов модулей, содержащих бизнес-логику и встроенных в основные программы R-Style Softlab. Интерпретатор реализован под Windows, позволяет работать под Wine. Ранние версии поддерживали MS-DOS.
Поддержка RSL встроена во все подсистемы АБС RS-Bank, а также InterBank, RS-Payments.

## История
- 1994 — Создание языка RSL.
- 10.02.1997 — Возможность подключения модулей на C, C++ (DLM-модулей).
- 25.06.1997 — Поддержка объектов, создаваемых в среде выполнения RSL-программ.
- 10.07.1997 — Первый Object RSL➤.
- 16.03.1998 — Стандартный класс динамических массивов TArray().
- 21.04.1998 — DLM-модуль RSLX для поддержки ActiveX-объектов.
- 07.05.1998 — Стандартный класс TbFile().
- 21.05.1998 — Обработка ошибок при помощи конструкции OnError() и класса TrslError().
- 25.04.2001 — Процедуры для взаимодействия с отладчиком.
- 29.11.2001 — Интеграция в RSL расширения для работы с терминалом (трёхуровневая архитектура) и новые универсальные функции для работы с файлами как на стороне сервера, так и на стороне терминала.
- 23.05.2002 — Базовая поддержка RSCOM (аналог технологии MS DCOM) в стандартном модуле RCW.
- 16.04.2003 — Поддержка модулей платформы .NET.

## Модули языка

### RSLSRV
Модуль RSLSRV регистрирует в системе объект RSLSrv.RslEngine, который позволяет использовать макрос на RSL как объект ActiveX. Глобальные переменные макроса становятся свойствами, а процедуры — методами. Например, пусть существует макрос myactivex.mac:
```
var
 str1:
String
 = 
"Test string"
;

macro
 func1(a)
   
return
 a*a;

end
;
```

тогда можно использовать следующий код на Visual Basic:
```
Sub
 
TestRSL
()

    
Set
 
eng
 
=
 
CreateObject
(
"RSLSrv.RslEngine"
)

    
Set
 
MyObj
 
=
 
eng
.
LoadModule
(
"myactivex.mac"
)

    
Debug
.
Print
 
MyObj
.
str1
     
' печатает Test string

    
Debug
.
Print
 
MyObj
.
func1
(
2
)
 
' печатает 4

End
 
Sub

```

### RSD
RSD — библиотека предназначена для универсального доступа к источникам данных, поддерживающим SQL, из программ на языках C++ и RSL. Объектная модель построена на основе ADO.
Библиотека имеет несколько уровней (каждый последующий уровень базируется на предыдущем: большую часть функциональности делегирует нижележащему уровню):
1. Драйверы: а) Драйвер источника данных для обеспечения низкоуровневого доступа к сервисам библиотеки из языка C. Интерфейс универсален, но реализация специфична для источника данных. В настоящее время имеется драйвер для ODBC. б) Драйвер универсального набора записей (Recordset), который обеспечивает унифицированный навигационный доступ к данным.
2. Классы C++ и объектно-ориентированный интерфейс доступа к данным, независимый от конкретного источника.
3. Классы RSL и интерфейс для доступа из RSL.

Уровни 1 и 2 реализованы в виде DLL, а уровень 3 — как DLM.

### Windows Reports
Windows Reports — объектно-ориентированная библиотека для вывода отчётов в форматы офисных приложений MS Excel, MS Word, Internet Explorer. Библиотека основана на технологиях RSCOM и ActiveX. Большая часть написана на RSL, также в состав входят DLM-модули.

## Работа сбазами данных
RSL имеет встроенную поддержку работы с базами данных (БД), управляемых Pervasive PSQL (ранее Btrieve и Pervasive.SQL). Словари БД имеют расширение .def (аналог .ddf), файлы таблиц БД — .dbt (аналог .mkd). Также есть возможность работать с файлами БД .dbf. Работа с SQL организована с использованием ADO через модуль RSLX и библиотеки RSD.

## Синтаксис и языковые конструкции
В части синтаксиса RSL имеет общие черты с языками C++ и Pascal. Например, присваивание и операции сравнения «равно», «не равно» записываются так же, как и в C++ (=, ==, !=). А логические операции — как в Pascal (and, or, not).

### Комментарии
RSL (аналогично C++) поддерживает комментарии двух типов: многострочные и однострочные.
```
/*
Пример большого комментария,
состоящего из нескольких строк
*/
```

```
// Вся оставшаяся часть строки является комментарием
```

Язык RSL разрешает наличие вложенных комментариев обоих типов как по отдельности, так и вместе.

### Типы данных
Все поддерживаемые типы данных в RSL разделяются на скалярные и объектные.

Скалярные типы:
- Целочисленный: Integer.
- С плавающей точкой: Double.
- Двоично-десятичное число с плавающей точкой: Decimal, Numeric.
- Тип для денежных величин: Money.
- Строковый: String.
- Логический: Bool (имеющий значения TRUE и FALSE).
- Дата: Date.
- Время: Time.
- Дата и время: DateTime.
- Адрес памяти: MemAddr.
- Ссылка на процедуру RSL: ProcRef.
- Ссылка на метод объекта RSL: MethodRef.
- Тип специальных значений «Нулевое значение» и «Умалчиваемое значение»: SpecVal (имеющий значения NullVal и OptVal).
- Специальное значение «Пусто» без типа: NULL.
- Обобщённый тип: Variant.

Объектные типы:
- Ссылка на объект «файл базы данных»: Tbfile.
- Ссылка на объект «структура в памяти»: TRecHandler.
- Ссылка на объект «массив значений»: TArray.
- Ссылка на объект «текстовый файл»: TStreamDoc.
- Ссылка на любой объект RSL-класса: Object.

В RSL предусмотрено неявное и явное преобразование из одного типа данных в другой.
- Неявное (автоматическое) преобразование происходит в следующих случаях:

- Когда в арифметической операции участвуют два операнда разных типов, для которых не определена явная процедура вычисления операции, происходит преобразование типа операнда с меньшим «весом» типа к типу операнда с большим «весом» типа. Ниже представлены варианты преобразования типов в соответствии с их «весами»: Integer → Double → Numeric → String.
- При присвоении переменной значения с типом, отличным от того, который был ей декларирован.
- При использовании в условных выражениях инструкций if и while значений не булевого типа. В таком случае произойдет попытка преобразования в булев тип.

- Явные преобразования выполняются при помощи специальных процедур: Int(), Double(), Decimal(), Numeric(), String(), Money() и др.

### Объектно-ориентированные особенности языка
В 1997 году язык RSL стал объектно-ориентированным и изменил название на  Object RSL. Он вводит классы, которые обеспечивают три самых важных свойства объектно-ориентированного программирования (ООП): инкапсуляцию, наследование и полиморфизм.

#### Объекты
В RSL (в отличие от других языков программирования, к примеру, от C++) конструирование объектов происходит в два этапа:
- Создание объекта: выделение памяти с учётом [[Наследование (программирование)|иерархии наследования]]➤, построение списков замен [[Виртуальный метод|виртуальных методов]]➤, всем свойствам класса присваивается значение NULL. После этого, поскольку объект не содержит не-инициализированных данных, он готов к корректному разрушению.
- Инициализация объекта: вызов метода Init. Если инициализацию необходимо выполнить для класса-родителя, то его метод Init следует вызвать явно при инициализации класса-наследника.

Таким образом, в классах RSL деструкторы, определяемые пользователем, не применяются (объекты и их свойства удаляются автоматически).

#### Наследование
В RSL наследование позволяет описать новый класс на основе уже существующего (родительского, базового) класса. Таким образом, все методы и свойства класса-родителя также становятся методами и свойствами класса-наследника. Кроме этого, класс-наследник может добавлять свои свойства и методы или переопределять методы класса-родителя. Наследование позволяет строить иерархии классов. Множественное наследование в RSL запрещено.
При наследовании имя класса-родителя указывается в круглых скобках после ключевого слова Class. Для инициализации класса-родителя необходимо вызвать предопределенный метод, название которого образуется путём добавления к имени класса-родителя приставки Init.
Пример наследования классом Employee («Сотрудник») класса Person («Персона»), при добавлении к нему свойства Post («Должность»):
```
Class
 Person (Name, Surname)
   
// Список свойств и методов класса Person

end
;
```

```
Class
 (Person) Employee (Name, Surname, Post)
   
InitPerson
 (Name, Surname);   
// Инициализация класса Person в классе Employee
 
   
Macro
 Report()
      
println
(
"Post: "
, Post);
   
end
;

end
;
```

#### Инкапсуляция
В RSL инкапсуляция реализуется через указание уровня доступа к свойствам и методам класса, а также к переменным и процедурам макромодуля.
- В основной части макромодуля все переменные, процедуры и классы, объявленные без модификатора доступа, по умолчанию являются глобальными. Они становятся доступными не только внутри макромодуля, но и во всех остальных макромодулях, которые его импортируют. Также переменные можно сделать принудительно глобальными (об этом см. далее➤).
- Модификатор доступа private позволяет объявлять переменные, процедуры и классы как приватные, что накладывает запрет на доступ к ним извне. Этот модификатор является аналогом модификатора protected в C++.
- С помощью модификатора local можно объявлять переменные, объекты и процедуры как локальные. Локальные переменные доступны только локальным процедурам. Невозможно обратиться к локальной переменной внутри любой другой процедуры макромодуля.

| | \| local var str; // Локальная переменная модуля, видима только // в теле текущего модуля или в локальной процедуре macro Proc1() // Глобальная процедура модуля str = "Text1 "; // Ошибка! str недоступна end; local macro Proc2() // Локальная процедура модуля str = "Text2 "; // Правильно! end; Proc2(); str = str + "Text3"; // Правильно! println(str); \| |
| local var str; // Локальная переменная модуля, видима только // в теле текущего модуля или в локальной процедуре macro Proc1() // Глобальная процедура модуля str = "Text1 "; // Ошибка! str недоступна end; local macro Proc2() // Локальная процедура модуля str = "Text2 "; // Правильно! end; Proc2(); str = str + "Text3"; // Правильно! println(str); | |

Если указать модификатор local перед свойством класса, то оно перестает быть свойством класса, как таковым, и становится локальной переменной конструктора. Таким образом, модификатор local применим только для процедур инициализации модуля и конструктора класса.
- Для получения доступа напрямую к переменным, которые находятся внутри процедур, нужно сделать их принудительно глобальными. Это осуществляется путём взятия их в фигурные скобки ({}):

| | \| macro Proc(); var x = 2, // К этой переменной не будет доступа вне процедуры {y} = 3; // К этой переменной будет доступ вне процедуры end; Proc(); // Вызов процедуры println(x); // Ошибка: "неопределенный идентификатор x" println({y}); // Результат: 3 \| |
| macro Proc(); var x = 2, // К этой переменной не будет доступа вне процедуры {y} = 3; // К этой переменной будет доступ вне процедуры end; Proc(); // Вызов процедуры println(x); // Ошибка: "неопределенный идентификатор x" println({y}); // Результат: 3 | |

При этом a и {a} — разные переменные. Если свойство класса взять в фигурные скобки, то оно перестанет быть свойством, как таковым, и стает глобальной переменной макромодуля. Обращение к нему будет осуществляться напрямую по имени, а не через ссылку на объект класса.
Уровни доступа к свойствам и методам класса:
| Доступ         | Локальный (local) | Приватный (private) | Глобальный               | Принудительно глобальный |
| В самом классе | да / нет          | да                  | да (через объект класса) | да                       |
| В наследниках  | нет               | да                  | да (через объект класса) | да                       |
| Извне          | нет               | нет                 | да (через объект класса) | да                       |

Уровни доступа к переменным, процедурам и объектам макромодуля:
| Доступ                                | Локальный (local) | Приватный (private) | Глобальный | Принудительно глобальный |
| В макромодуле                         | да / нет          | да                  | да         | да                       |
| В модулях, которые импортируют данный | нет               | нет                 | да         | да                       |

#### Полиморфизм
Все методы классов RSL являются виртуальными. Так, RSL реализует полиморфизм включения (или чистый полиморфизм) посредством наследования. При добавлении в классе-наследнике метода с именем, которое уже используется для одного из методов класса-родителя, метод наследника переопределит метод родителя. К методу родителя доступ будет только из метода наследника, который его переопределяет. Обращение к этому методу родителя осуществляется по его имени. Но в классе-наследнике вне переопределяющего метода не будет доступа к переопределенному методу родителя. Также станет невозможным обратиться к этому методу класса-родителя через ссылку на объект класса-наследника в основной части программы.
```
Class
 First()             
// Класс-родитель

   
Var
 x = 
2
, y = 
3
;
```

```
   
Macro
 
Sum()

      
return
 x + y;
   
end
;

end
;
```

```
Class
 (First) Second()    
// Класс-наследник

   InitFirst();
   
Var
 a = 
100
;
```

```
   
Macro
 
Sum()
            
// Начало переопределения родительского метода Sum()

      
return
 Sum() + a;   
//   Использование родительского метода Sum() в методе Sum() наследника 

   
end
;                   
// Конец переопределения родительского метода Sum()
```

```
   
Macro
 Sum2()
      
return
 Sum() + a;   
// Использование метода Sum() наследника

   
end
;

end
;
```

```
obj = Second();           
// Создание объекта класса Second()
```

```
println
(obj.Sum());    
// Результат: 105

println
(obj.Sum2());   
// Результат: 205
```

Если в этом примере из класса-родителя убрать метод Sum(), то в классе-наследнике произойдет рекурсивный вызов метода Sum().

### Другое
Объявлять переменные и указывать их тип не обязательно. Операторы сравнения имеют более высокий приоритет, чем логические операторы. Например, если надо выполнить «действие» в том случае, когда переменная a равна 1 или 2, то необходимо применить следующую конструкцию:
```
if
 ((a == 
1
) 
or
 (a == 
2
))
   
// действие

end
;
```

Выполнение программы начинается с первой инструкции, не входящей в класс или процедуру, как в php.
```
macro
 func1
   [I'm function 
1
];

end
;

// выполнение начнётся здесь

[Let's go!];
```

## Примеры программ
Программа «Hello, world!» на RSL:
```
[Hello, world!];
```

Пример тетриса, написанного на RSL

Квайн на RSL (форматирование для удобства чтения):
```
s=
"''s=Print(SubStr(s,1,2)+StrFor(34)+s+StrFor(34)+StrFor(59)+SubStr(s,3));''"
;
       
Print
(
SubStr
(s,
1
,
2
)+
StrFor
(
34
)+s+
StrFor
(
34
)+
StrFor
(
59
)+
SubStr
(s,
3
));
```